# Pennington County, Minnesota
Pennington County är ett administrativt område i delstaten Minnesota i USA, med 13 930 invånare. Den administrativa huvudorten (county seat) är Thief River Falls.  

## Politik
Pennington County har historiskt sett tenderat att rösta på demokrarerna, men har under 2000-talet röstat mer och mer republikanskt. Republikanernas kandidat har vunnit countyt i fyra av fem presidentval under 2000-talet (alla utom valet 2008). I valet 2016 vann republikanernas kandidat med 59,1 procent av rösterna mot 32 för demokraternas kandidat, vilket är den största segern i countyt för en kandidat sedan valet 1964 och största för en republikansk kandidat sedan valet 1928.

## Geografi
Enligt United States Census Bureau har countyt en total area på 1 601 km². 1 596 km² av den arean är land och 5 km² är vatten.      

### Angränsande countyn
- Marshall County - norr
- Beltrami County - öst
- Clearwater County - sydost
- Red Lake County - söder
- Polk County - väst